# Ratusz w Rawie Mazowieckiej
Ratusz w Rawie Mazowieckiej – budynek ratusza z 1. połowy XIX wieku w Rawie Mazowieckiej, wpisany do rejestru zabytków nieruchomych województwa mazowieckiego.

## Historia
Ratusz został wybudowany w latach 1822–1824 w stylu neoklasycystycznym według projektu Bonifacego Witkowskiego. W 2006 ratusz został odrestaurowany. Obecnie mieści się w nim Urząd Miejski.